# Sawaragichō-dōri
Pour les articles homonymes, voir Sawaragi.
Le Sawaragichō-dōri (椹木町通, Sawaragichō-dōri), littéralement rue Sawaragichō, est une voie du centre-nord de Kyoto, dans l'arrondissement de Kamigyō. Orientée ouest-est, elle débute au Senbon-dōri (en) et termine au Karasuma-dōri (en).
Au sud-est, dans l'arrondissement de Nakagyō, se trouve le Shinsawaragichō-dōri, nommé après le Sawaragichō-dōri.

## Description

### Situation
La voie est située au centre-nord de la ville de Kyoto, proche de la frontière entre les arrondissements de Nakagyō et Kamigyō. La rue bifurque légèrement au sud après le Chiekōin-dōri.
Elle est suivie au nord par le Shimodachiuri-dōri et au sud par le Marutamachi-dōri (丸太町通).

### Voies rencontrées
De l'ouest vers l'est, en sens unique. Les voies rencontrées de la droite sont mentionnées par (d), tandis que celles rencontrées de la gauche, par (g).
1. Senbon-dōri (en) (千本通)
2. (g) Rue inconnue
3. Tsuchiyamachi-dōri (土屋町通)
4. Jōfukuji-dōri (浄福寺通)
5. Rue inconnue
6. Chiekōin-dōri (智恵光院通)
7. Higurashi-dōri (日暮通)
8. Matsuyachō-dōri (松屋町通)
9. Ōmiya-dōri (en) (大宮通)
10. Kuromon-dōri (黒門通)
11. Inokuma-dōri (ja) (猪熊通)
12. Yoshiyamachi-dōri (葭屋町通)
13. Nishihorikawa-dōri (en) (西堀川通)
14. Higashihorikawa-dōri (en) (東堀川通)
15. Aburanokōji-dōri (ja) (油小路通)
16. Ogawa-dōri (小川通)
17. Nishinotōin-dōri (ja) (西洞院通)
18. Kamanza-dōri (釜座通)
19. Shinmachi-dōri (ja) (新町通)
20. Koromonotana-dōri (衣棚通)
21. Muromachi-dōri (en) (室町通)
22. Karasuma-dōri (en) (烏丸通)

- Sources[4] :

## Odonymie
Le nom de la rue, Sawaragichō (椹木町, littéralement quartier du bois de Sawara), fait référence à un quartier où se trouvaient beaucoup de magasins traitant du cyprès de Sawara, un type de bois utilisé dans la ferrure, les baignoires et les treillis.

## Histoire
À l'époque de la ville impériale, y était situé le Nakamikado Ōji (中御門大路, Nakamikado-ōji), une grande rue large de 30 mètres et qui menait jusqu'au Taikenmon (ja) (待賢門), une des douze portes du palais Heian. La rue est détruite lors de la guerre d'Ōnin, comme les autres rues autour, mais est rouverte par Toyotomi Hideyoshi pendant l'ère Tenshō. La nouvelle rue s'étend du Higurashi-dōri jusqu'au Teramachi-dōri (en), mais l'élargissement de la cour intérieure pour faire place au Jūrakudai, nouveau palais de Toyotomi, rapetisse la rue jusqu'au Karasuma-dōri. Dans la portion jusqu'à Teramachi, les maisons étaient seulement sur le côté sud de la rue, puisqu'un manoir de forme ronde se dressait sur le côté nord.
La portion de la rue entre le Kamanza-dōri et l'Aburanokōji-dōri était surnommée la rue du quartier des marchés aux poissons (魚屋町通), puisqu'une douzaine de poissonneries y étaient installés avec des maraîchers jusqu'à l'Ère Shōwa, pendant laquelle les magasins finissent par disparaître à la suite de l'inauguration du Marché de gros central de Kyoto no. 1 (ja). En 1916, un grand feu détruit plusieurs temples proches du Kamo-gawa, ce qui a forcé leur relocation à l'est de la rivière. Les habitations à l'est de la rivière ont quant à elles déménagé à Sawaragichō, et l'espace vide laissé par les temples a permis la création d'un nouveau quartier, dont une rue porte le nom Shinsawaragichō-dōri, en l'honneur de cette rue.

## Patrimoine et lieux d'intérêt

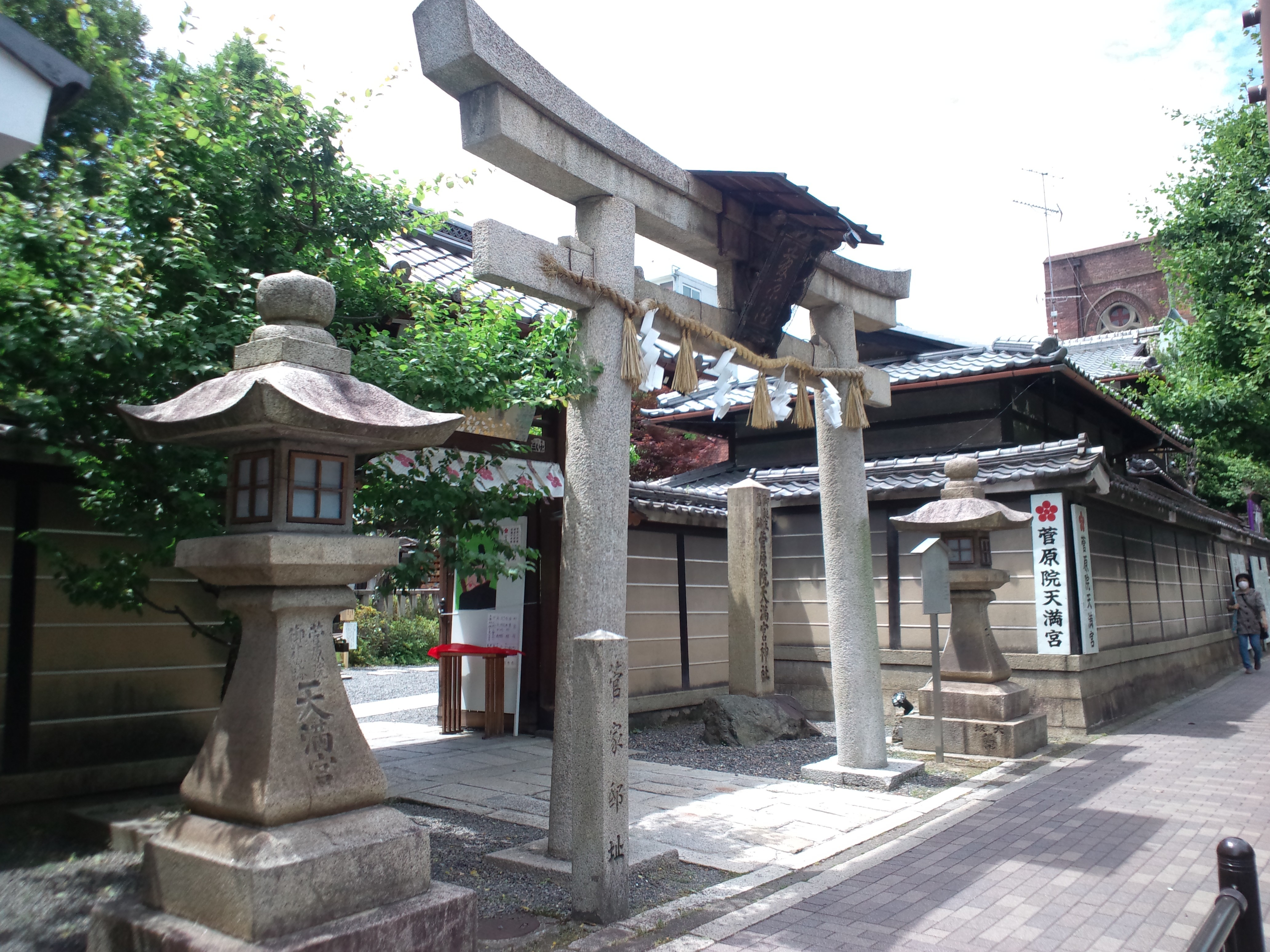
Torii d'entrée du Sugawara-in Tenman-gū.

On y retrouve toujours des maisons de ville traditionnelles, ainsi que la dernière brasserie de saké de l'intérieur de la ville impériale à avoir des dozō (ja) (土蔵), un type d'entrepôt japonais, la Brasserie Sasaki (ja) (佐々木酒造, Sasaki shuzō),. Entre la rue Kuromon et Inokuma se trouvent des maisons traditionnelles avec de nombreux onigawara. Avant le Chiekōin, la rue est plutôt étroite et est très peu passante. Le Horikawa-danchi (ja), au coin de Horikawa et Sawaragichō est un complexe résidentiel construit après la Seconde Guerre mondiale, en 1953. Il est le premier complexe résidentiel au Japon à abriter des commerces au rez-de-chaussée.
Quelques lieux d'intérêt sur la rue :
- Kasama-tei (笠間邸), maison historique inscrite au registre des monuments historiques.
- École primaire Kita-Nijōjō (二条城北小学校), fondée en 1869 et intégrée au système scolaire en 1997[3].
- Kyōto Gyoen, entrée Sawaragi.
- Le sanctuaire Sugawara-in Tenman-gū (ja) (菅原院天満宮神社) au coin avec l'avenue Karasuma a été le lieu de résidence de Sugawara no Kiyotomo et de Sugawara no Koreyoshi.
- Ruines du Daigokuden (ja).
- Parc Uchinojidō (内野児童公園).